# Índice de Pignet
El índice de Pignet, índice de contextura o fórmula de Pignet
es un índice utilizado para evaluar la contextura de una persona.
Fue sugerido en 1901
por el cirujano francés Maurice-Charles-Joseph Pignet (Caen, 24 de enero de 1871-1935),
quien fue un médico del ejército.
El índice de Pignet se expresa por la fórmula:

estatura (en cm) – circunferencia torácica (en cm) – peso (en kg)

Pignet apuntaba a una categorización de los jóvenes candidatos al servicio militar obligatorio.
De acuerdo con Pignet, las contexturas se categorizarían de la siguiente manera:
- muy robusta: menos de 10
- robusta: 10-15
- buena: 16-20
- promedio: 21-25
- débil: 26-30
- muy débil: 31-35
- pobre: más de 36